# Good-bye My Loneliness
Good-bye My Loneliness è il primo album in studio della cantautrice giapponese Zard, pubblicato nel 1991.

## Tracce
1. Good-bye My Loneliness
2. Ai wa Kurayami no Naka de (愛は暗闇の中で)
3. Koionna no Yūutsu (恋女の憂鬱)
4. Oh! Sugar Baby
5. Onna de Itai (女でいたい)
6. It's a Boy